# Camp des Hattes
Le camp des Hattes est un des différents sites faisant partie du bagne de la Guyane française. (« Hattes » est le nom local des bovins).
Le camp se situe dans le village de Awala-Yalimapo à l'embouchure du fleuve Maroni, et a été fondé en 1858.
Il dépendait du pénitencier de Saint-Laurent-du-Maroni, et a été fermé en 1910.